# Équipe d'Allemagne de l'Est de football en 1972
Il s'agit des matchs de la sélection est-allemande au cours de l'année 1972.
NB: La Fédération est-allemande compte les matchs de la RDA lors des Jeux olympiques, mais ne sont pas comptabilisés par la FIFA. Au passage, la RDA récolte la médaille de bronze dans ce tournoi.

## Matchs et résultats
| Match amical                            | Allemagne de l'Est | 1 – 0   | Uruguay | Stade central, Leipzig                                         |                                                                |
| 27 mai 1972 · Historique des rencontres | Irmscher 81e       | (0 - 0) |         | Spectateurs : 20 000 Arbitrage : M. Smejkal ( Tchécoslovaquie) | Spectateurs : 20 000 Arbitrage : M. Smejkal ( Tchécoslovaquie) |

| Match amical                            | Allemagne de l'Est | 0 – 0   | Uruguay | Ostsee Stadion, Rostock                              |                                                      |
| 31 mai 1972 · Historique des rencontres |                    | (0 - 0) |         | Spectateurs : 15 000 Arbitrage : M. Axelryd ( Suède) | Spectateurs : 15 000 Arbitrage : M. Axelryd ( Suède) |

| Qualifications Coupe du monde 1974         | Allemagne de l'Est                                  | 5 – 0   | Finlande | Stade Dynamo, Dresde                                       |                                                            |
| 7 octobre 1972 · Historique des rencontres | Kreische 46e · Sparwasser 68e 86e · Streich 70e 76e | (0 - 0) |          | Spectateurs : 16 000 Arbitrage : M. Raduntchev ( Bulgarie) | Spectateurs : 16 000 Arbitrage : M. Raduntchev ( Bulgarie) |

| Match amical                                  | Tchécoslovaquie | 1 – 3   | Allemagne de l'Est              | Stade Slovan, Bratislava                               |                                                        |
| 1er novembre 1972 · Historique des rencontres | Pekarik 76e     | (0 - 1) | 15e 61e Kreische · 70e P. Ducke | Spectateurs : 20 000 Arbitrage : M. Petrea ( Roumanie) | Spectateurs : 20 000 Arbitrage : M. Petrea ( Roumanie) |